# オットー・ツー・シュトルベルク＝ヴェルニゲローデ
オットー・ツー・シュトルベルク＝ヴェルニゲローデ （ドイツ語: Otto zu Stolberg-Wernigerode、1837年10月30日 - 1896年11月19日）は、プロイセン王国及びドイツ帝国の軍人、政治家。ビスマルク内閣の初代副宰相を務めた。